# 五島灘
五島灘（ごとうなだ）は、長崎県の九州本島（本土）と五島列島の間にある東シナ海の海域（灘）。

## 概要

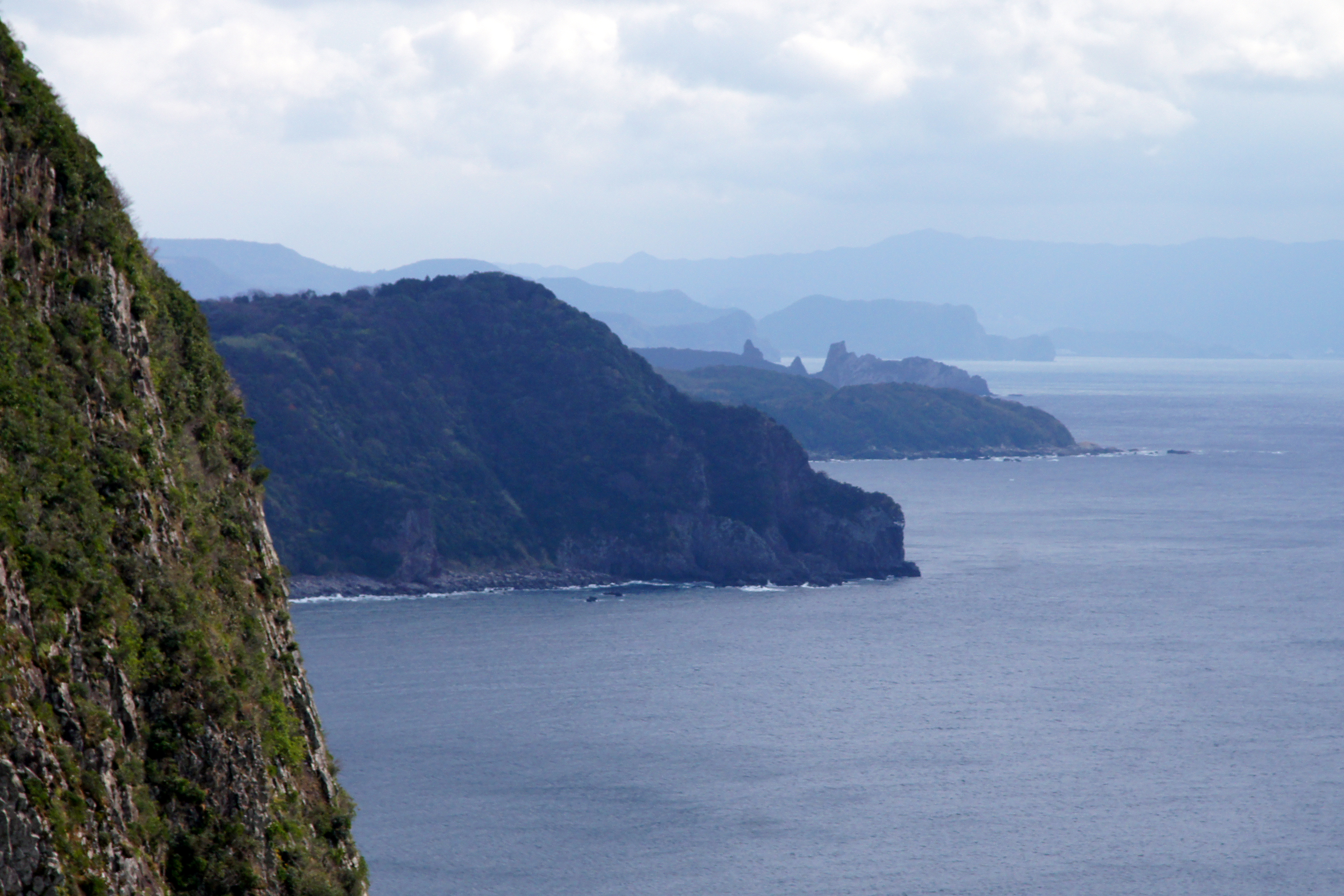
西彼杵半島（長崎市外海町）の海岸線。

一般的には長崎半島・西彼杵半島・大島・江島・平島・五島列島で囲まれた海域を指す。面積は約3,600平方km。佐世保湾の沖から五島列島の北部まで、平戸島以南の海域も含まれることもある。
海底は水深50～200mで南方にゆるやかに傾斜し、天草灘を経て東シナ海につながる。西彼杵半島沿岸海域には「角力灘（すもうなだ）」の別称がある。
灘には暖流の対馬海流が流入し、天然岩礁が多く好漁場として知られる。主にイワシ・アジ・サバなどが獲れ、巻き網漁業が盛んに行われている。アカウミガメ等のウミガメも見られる他にも、沿岸部の海岸にはニシヤモリも分布している。
江戸時代や明治時代までは、日本の古式捕鯨でも最大規模の猟場の一つであった「西海捕鯨」の拠点の一つでもあり、沿岸部に回遊するヒゲクジラ類を対象とした捕鯨基地が沿岸部に点在した。

## 沿岸市町
- 長崎市
- 西海市
- 五島市
- 新上五島町